# Louis Poncher
Pour les articles homonymes, voir Poncher.
Louis Poncher, seigneur de Mancy, de Lésigny, de Villarceau, de Villemenon et de Nesles-la-Gilberde, mort le 6 octobre 1521 à Paris, est un officier des finances de l’administration française sous l'Ancien Régime.

## Biographie
Louis Poncher est notaire et secrétaire du roi Charles VIII en 1482, puis devient commis aux comptes et au paiement des gens de guerre Suisses à pied et à cheval en 1494, et aux frais extraordinaires des guerres en 1496 et 1498.
Sous Louis XII, il est reçu maître des comptes le 13 août 1498, et se trouve à Naples en tant que général des finances lors de la guerre d'Italie en 1502-1504. Il est conseiller et trésorier de France du Languedoïl en 1508. Il avait acquis le domaine de Lésigny en Brie, où il élève le nouveau château de style Renaissance, et fut seigneur engagiste de Moret, Crécy, Tournan, Torcy, Brie, La Ferté.

### Famille
Issu d'une famille originaire de Touraine, il est le 3e fils de Martin Poncher († 1482), grenetier au grenier à sel de Tours jusqu'en 1453, et de Catherine Belin. Il a pour frères Étienne Poncher et Jean Poncher, maire de Tours en 1502 (marié à Perrine Briçonnet), et une sœur, Jeanne Poncher, mariée à Pierre Le Gendre († 1524 ; seigneur de Villeroy, de Magny et d'Alincourt, Prévôt des marchands de Paris, Pierre Le Gendre se remariera avec Charlotte Briçonnet († 1552 ; voir ci-dessous), cousine germaine de Nicolas Briçonnet, aussi mariée à Etienne Petit Grand Audiencier de France, Antoine Le Viste de Fresnes, Charles de Pierrevive, sire de Lésigny). Une des filles de Jean Poncher est Denise Poncher, destinataire du manuscrit Heures Poncher enluminé par le Maître de la Chronique scandaleuse, Jean Pichore, le Maître du Cardinal de Bourbon, et le  Maître de Jacques de Besançon.
Il épouse Robine (ou Roberte) le Gendre, et de cette union naquirent, :
- François Poncher († 1532), conseiller au Parlement en 1510, abbé de Saint-Maur-des-Fossés, évêque de Paris en 1519 (après son oncle Étienne)
- Charlotte Poncher († 1529)), héritière du château de Lésigny, se maria 7 fois : avec entre autres, en 1503 Nicolas Briçonnet († 1529 ; fils de Guillaume), Geoffroy de la Croix de Plancy († 1533), Charles de Pierrevive (qui se remariera avec Charlotte Briçonnet († 1552 ; cousine germaine de Nicolas et femme entre autres de Pierre Le Gendre ci-dessus), d'où la suite des maîtres de Lésigny)
- Jeanne Poncher, mariée à Jean Hurault († 1541 et inhumé au couvent des Blancs-Manteaux)
- Anne Poncher, dame de Villemenon, mariée à Antoine II Bohier († 1569), gouverneur de Touraine (fils de Thomas Bohier et de Katherine Briçonnet). Héritière du château de Lésigny à la mort de son père.
- Marie Poncher (dite Mlle de Brétouville), mariée en 1523 à Eustache Luillier, seigneur de Gironville, bailli de Berry et maître des comptes (fils d'Eustache († 1524) et de Marie Cœur, fille de Geoffroy Cœur, lui-même fils de Jacques). Il y eut de ce mariage un fils et deux filles :
  - Jean, tué à Orléans
  - Anne Luillier, fille d'honneur de Catherine de Médicis, mariée en 1547 à Nicolas de Mornay († v.1580), seigneur de Villarceaux et Ambleville
  - Charlotte Luillier, mariée à Jean Dauvet († 1582), seigneur de Rieux, maître des requêtes (fils de Robert († 1549) et d'Anne Briçonnet († 1563) ; frère de Charlotte Dauvet, la mère de Sully)

### Décès et sépulture
Sa femme meurt le 14 avril 1520, lui le 6 octobre 1521, ils reposent dans un tombeau en marbre, sculpté de gisants par Guillaume Regnault († 1532), neveu de Michel Colombe. Initialement dans l'église Saint-Germain-l'Auxerrois, ce tombeau est aujourd'hui au musée du Louvre.

### Armoiries
Les armes des Poncher se blasonnent ainsi : « d'or au chevron de gueules, chargé en chef d'une tête de maure de sable et accompagné de trois coquilles de sable ».

### Seigneuries
Louis Poncher est seigneur de Lésigny et de Villarceau, mouvant de la châtellenie de Brie-Comte-Robert. Ainsi que de Maincy, de Villemenon, de Nesle-la-Gilberte près de Rozay-en-Brie, d'Angerville...
On lui attribue la construction, sur des ruines médiévales, du nouveau château de Lésigny (Seine-et-Marne) en 1508, ainsi que l'église du village, consacrée en 1523 par son fils François Poncher.

## Sources
- Inventaire analytique des hommages rendus à la Chambre de France - Pages 35, 108, 157, de Archives nationales (France), Léon Mirot - Archives - 1932 - 478 pages
- La civilisation française de la Renaissance - Page 224 de Jean Babelon - Art, French - 1961 - 272 pages
- Nouvelle biographie générale depuis les temps les plus reculés jusqu'à nos ... - Page 742, de Hoefer (Jean Chrétien Ferdinand) - Bio-bibliography - 1862
- Mémoires de la Société de l'Histoire de Paris et de l'Île-de-France - Page 113, Paris (France) - 1886